# Aloysius Kappes
Aloysius Kappes (* 1885 in Mariental im Wolgagebiet, Russisches Kaiserreich; † 1. November 1937 auf den Solowezki-Inseln, Sowjetunion) war ein  wolgadeutscher römisch-katholischer Geistlicher und Pfarrer und ein Opfer des Stalinismus.

## Leben und Wirken
Nach Absolvierung des Priesterseminars zu Saratow 1909 wurde Aloysius Kappes zum Priester geweiht und als Pfarrer an die Kirche zu Kamyschin berufen. Von 1910 bis 1914 war er Pfarrer in Marienberg (heute Pestschanoje) sowie in  Seelmann, von 1914 bis 1922 in Marienfeld (heute Novonikolayevka) und in Josefstal (heute Skripalovo). 1924 wurde er zum Verwalter der Pfarrei in Josefstal und 1928 zum Oberpriester des Dekanats Kamyschin ernannt.
Während der Hungersnot 1921/22 machte er die ausländische Öffentlichkeit auf die schwierige Lage der Deutschen in Russland aufmerksam und reiste nach Deutschland und Argentinien, um Hilfe für die hungernden Massen im Wolgagebiet zu organisieren. 1930 wurde er zusammen mit 19 römisch-katholischen Geistlichen verhaftet und am 20. April 1931 im Gruppenprozess gegen die wolgadeutschen Geistlichen zunächst zum Tod durch Erschießen verurteilt, dann zu 10 Jahren in einem Straflager „begnadigt“. In der Haft im GULAG-Lager auf den Solowezki-Inseln 1937 wurde er erneut arretiert und nach einem kurzen Prozess am 1. November 1937 erschossen.